# Q22 (建筑)
Q22是位於波蘭首都華沙市中心的新現代主義高層建築，樓高159公尺，含屋頂天線則達195公尺，目前為波蘭第5高樓，由波蘭房地產開發商Echo Investment開發，建築則由APA Kuryłowicz & Associates及Buro Happold Polska兩間建築師事務所共同設計；建築為地上42層，地下5層，並有5萬平方公尺的可出租辦公空間。於2016年7月竣工，造價約5億波兰兹罗提。建築的一樓擁有一個獨特的玻璃大堂，2至14層和18層至39層的樓層將提供辦公空間，而14-17層將設計用於特殊功能，例如會議中心、健身俱樂部和餐廳，地下1-5層則作為停車場使用。
其名稱的『Q』得自於品質的英文「Quality」及石英的英文「Quartz」的字首，石英的結構同時也是大樓的設計概念，『22』則得自於其地址。
2014年，德勤會計師事務所選擇Q22作為其波蘭總部所在地。

## 外部連結
- Q22（页面存档备份，存于） （波兰語）（英文）